# Anne-Laure Liégeois
Anne-Laure Liégeois est une metteuse en scène de théâtre française. Elle signe aussi la scénographie et les costumes de ses spectacles. Elle s’intéresse particulièrement dans ses créations au thème du pouvoir et du jeu des corps.

## Biographie
En 1992, Anne-Laure Liégeois traduit le Festin de Thyeste de Sénèque en conclusion de ses études de Lettres anciennes et l’adapte pour la scène.
Jean-Claude Penchenat du théâtre du Campagnol lui ouvre l’espace de son Centre dramatique pour réaliser ses premiers travaux. Sa compagnie prend le nom du Théâtre du Festin. En 1992, elle crée Le Fils de Christian Rullier qui est représentée avec 50 comédiens dans une caserne désaffectée à Ris-Orangis. C’est son premier spectacle déambulatoire. Embouteillage (2000) ou Ça (2005) illustreront son goût pour ce type d’expériences théâtrales.
En 2003 elle est nommée à la direction du centre dramatique national de Montluçon (qu'elle nomme Le Festin, aujourd'hui renommé Le Fracas) qu’elle quitte en 2011 à la fin de ses trois mandats. Elle reprend alors son activité en dirigeant la Compagnie Le Festin.
Depuis 2012, elle travaille à des spectacles de sortie d'écoles nationales de théâtre et inclut régulièrement dans ses pièces de nombreux jeunes comédiens. Elle a aussi travaillé avec la Manufacture en Suisse et des écoles nationales en Belgique. Elle intervient à Sciences Po.
Elle commande régulièrement des textes à des auteurs et est présente dans de nombreux comités de lecture.
Anne-Laure Liégeois est artiste associée au Volcan, scène nationale du Havre, à la Maison de la Culture d'Amiens et au Cratère Scène nationale d'Alès.
En janvier 2012, elle est nommée au grade de chevalier de l'ordre des Arts et des Lettres . 
En juin 2013, elle reçoit le prix SACD de la mise en scène.
En 2020, la France nomme Anne-Laure Liégeois comme experte artistique auprès de la Commission Internationale du théâtre francophone (CITF).

## Mises en scène
Ses mise en scènes font autant appel à des textes contemporains (Patrick Kermann, Pierre Notte, Rémi De Vos, Noelle Revaz, Roland Dubillard, Georges Perec, David Lescot....) qu’à ceux d’auteurs du Répertoire (Molière (Don Juan), Euripide (Electre), Marivaux (La Dispute), Sénèque (Médée), Christopher Marlowe (Edouard II), John Webster (La Duchesse de Malfi), Shakespeare (Macbeth, Roméo et Juliette), Cervantès (Don Quichotte), Lenz (Les Soldats)...).
Son travail d’écriture pour la scène l’associe régulièrement à des équipes auteurs qu’elle inclut dans des formes composites (Ça, Embouteillage, Karaoké...), ou dans la commande de travaux avec contraintes d’écriture imposées : nombre d’interprètes, thème, décor (Rencontres de Hérisson 2007-2011).
Elle a traduit pour les jouer : Sénèque, Euripide, Marlowe, Webster, Cervantès, Lenz et Shakespeare. 
En 2012, elle est citée dans l’ordre des Chevaliers des Arts et Lettres. Elle reçoit en 2013 le prix Sacd pour la mise en scène.
Entre 2010 et 2013, elle crée à La Comédie Française, Burn Baby Burn de Carine Lacroix, Le bruit des os qui craquent de Suzanne Lebeau, Une Puce, épargnez-la de Naomi Wallace (entrée au Répertoire) et La Place Royale de Corneille.
Elle a mis en scène, avec le Centre lyrique Clermont-Auvergne, Le Téléphone de Menotti (2005), Le secret de Suzanne de Wolf-Ferrari, Rita de Donizetti (2008), Un mari à la porte d’Offenbach (2008) et Acis and Galatea de Haendel (2015). Avec Musiques Nouvelles et le Manège-Mons La Toute Petite Tétralogie (2010), livret de Michel Jamsin et commande à quatre compositeurs : Jean-Paul Dessy, Stéphane Collin, Raoul Lay et Pascal Charpentier. Elle a souvent fait participer à ses mises en scène des chanteurs et des musiciens.
En 2014, elle a créé Macbeth de Shakespeare. Elle monte The Great Disaster de Patrick Kermann dans une version pour un seul comédien et Olivier Dutilloy l'interprète plus d'une centaine de fois entre 2014 à 2019.   
En 2015, elle met en scène Les Époux texte commandé à David Lescot pour Olivier Dutilloy et Agnès Pontier. En 2016, elle traduit, adapte et met en scène Don Quichotte de Cervantès. Au Festival d'Avignon 2017, Anne-Laure Liégeois crée le feuilleton théâtral On aura tout dans les jardins Ceccano, composé de 14 épisodes et inspiré par Christiane Taubira. En 2017, à l'initiative de La Piscine, Pôle National Cirque d'Île-de-France, Anne-Laure Liégeois rencontre la compagnie de cirque équestre Pagnozoo avec laquelle elle crée J'accrocherai sur mon front un as de cœur. La musique du spectacle est composée par Bernard Cavanna. En 2018, elle traduit et adapte Les Soldats de Lenz. Elle y adjoint un texte plus intime, le Lenz de Büchner, interprété par Olivier Dutilloy et Agnès Sourdillon. En 2018 et en 2019, elle crée deux formes pour les musées : L'Odeur du pays lointain, d'après Mémoire pour l'oubli et divers extraits de textes de Mahmoud Darwich, à l'Institut du Monde Arabe et Tandis que la terre tourne, une déambulation théâtrale dans la galerie de l'Homme du Musée de l'Homme. Le 10 décembre 2018, à l'occasion du 70ème anniversaire de la Déclaration universelle des Droits de l’Homme, Anne-Laure Liégeois orchestre La Veillée de l'humanité au Théâtre National de Chaillot, qui réunit 200 participants et notamment Isabelle Adjani, Marcia Barcellos, Carolyn Carlson, François Chaignaud, Éric Ruf, Caroline Marcadé et les élèves du CNSAD, Dominique Mercy, Phia Ménard, José Montalvo, Wajdi Mouawad, la Companhia de Danças de Lia Rodrigues.   
En 2019, elle recrée son Don Quichotte dans un dispositif léger : Don Quichotte Intervention. Elle crée la même année Roméo et Juliette, ou la douloureuse histoire de Juliette et de son Roméo, dont elle a adapté le texte en français. Le spectacle est joué par une équipe de comédiens français et marocains et en trois langues (Arabe classique, Darija, Français).   
En 2020, Anne-Laure Liégeois met en scène Entreprise, déclinaison en 3 pièces d'entreprise, avec Le Marché, texte commandé à Jacques Jouet, Débrayage et L'Intérimaire de Rémi de Vos et L'Augmentation de Georges Perec.   
En 2021, elle met en scène Fuir le Fléau (une commande à 10 auteurs pour théâtre en situation de pandémie) et Peer Gynt, d'après Ibsen, au Théâtre du peuple de Bussang. Elle met en scène en 2022 Richelieu, le réveil, dans le cadre de la réouverture du site Richelieu de la Bibliothèque nationale de France (visites, lectures, performances, ...). Enfin, en novembre 2022, elle créé au Volcan (scène nationale du Havre) Des Châteaux qui brûlent, avec 12 comédiens. Dans cette adaptation co-écrite avec Arno Bertina, auteur du roman éponyme, Pascal Montville, secrétaire d’État à l’Industrie, se retrouve séquestré par les ouvriers d’un abattoir de poulets au fin fond du Finistère.   

### Spectacles
- 1992 : Le Festin de Thyeste de Sénèque
- 1993 : Le Fils de Christian Rullier
- 1995 : L'Augmentation de Georges Perec
- 1996 : Labiche moteur d'après Eugène Labiche
- 1998 : Electre d'après Euripide
- 1998 : Loterie sanglante, mélodrames
- 2000 : The great disaster de Patrick Kermann
- 2001 : Rang L, fauteuil 14 d'après Bernard Dort
- 2001 : Embouteillage avec vingt-sept auteurs
- 2003 : Marguerite, reine des près de Karin Serres
- 2004 : Dom juan ou le festin de pierre de Molière
- 2005 : La dispute de Marivaux
- 2005 : Une Médée d'après Sénèque avec Yves Nilly
- 2005 : Ça avec huit auteurs
- 2007 : Rapport aux bêtes de Noëlle Revaz
- 2007 : L'Augmentation de Georges Perec
- 2007 : Karaoké avec l'écriture de Yves Nilly, Jean-Bernard Pouy et Jacques Séréna
- 2008 : Edouard II de Christopher Marlowe
- 2008 : Un mari à la porte de Jacques Offenbach - opéra
- 2008 : Rita ou le mari battu de Gaetano Donizetti - opéra
- 2009 : Et l'enfant sur le loup de Pierre Notte
- 2009 : Débrayage de Rémi de Vos
- 2010 : Burn, baby burn de Carine Lacroix à la Comédie-Française
- 2010 : Le bruit des os qui craquent de Suzanne Lebeau à la Comédie-Française
- 2010 : La duchesse de Malfi de John Webster
- 2010 : la (toute) petite tétralogie de Pascal Charpentier, Stéphane Collin, Jean-Paul Dessy et Raoul Lay au Théâtre de Mons - opéra
- 2011 : Les contes de Shakespeare de Mary et Charles Lamb
- 2012 : Une puce, épargnez-la de Naomi Wallace à la Comédie-Française
- 2012-2013 : La Place royale de Pierre Corneille au Théâtre du Vieux-Colombier
- 2013 : La maison d'os de Roland Dubillard au Théâtre de l'Ouest parisien
- 2014 : Macbeth de William Shakespeare
- 2014 : The great disaster de Patrick Kermann
- 2015 : Les Époux, commande à David Lescot
- 2015 : Acis and Galatea de Georg Friedrich Haendel / livret de John Gay - opéra
- 2016 : Don Quichotte d'après Cervantès
- 2017 : On aura tout, feuilleton théâtral, inspiré par Christiane Taubira au Festival d'Avignon
- 2017 : J'accrocherai sur mon front un as de cœur, avec la Compagnie Pagnozoo - cirque équestre
- 2018 : Les Soldats d'après Lenz et Lenz de Büchner
- 2018 : L'Odeur du pays lointain, d'après Mémoire pour l'oubli et des textes extraits de différents volumes poétiques de Mahmoud Darwich à l'Institut du Monde Arabe
- 2018 : Veillée de l'humanité, à l'occasion des 70 ans de la signature de la Déclaration Universelle des Droits de l'Homme, au Théâtre National de Chaillot
- 2019 : Tandis que la terre tourne, déambulation théâtrale dans la galerie de l'Homme - au Musée de l'Homme
- 2019 : Don Quichotte Intervention, d'après Cervantès
- 2019 : Roméo et Juliette, ou la douloureuse histoire de Juliette et de son Roméo, de Shakespeare et avec des prologues et épilogues d'Olivier Kemeid
- 2020 : Entreprise, déclinaison en trois pièces d'entreprise. Le Marché de Jacques Jouet, Débrayage et L'Intérimaire de Rémi de Vos et L'Augmentation de Georges Perec
- 2021 : Fuir le Fléau, commande à 10 auteurs pour théâtre en situation de pandémie
- 2021 : Peer Gynt, d'après Henrik Ibsen
- 2022 : Richelieu, le réveil, mise en scène du week-end de réouverture du site Richelieu de la BNF
- 2022 : Des Châteaux qui brûlent, d'après Des Châteaux qui brûlent, roman de Arno Bertina
- 2023 : La Bibliothèque parlante, festival de la BNF
- 2023 : Fatema Mernissi / Harems, d'après différents textes de Fatema Mernissi, au festival d'Avignon